# Lista över fornlämningar i Bräcke kommun
Lista över fornlämningar i Bräcke kommun är en förteckning av ett urval av de fornlämningar som finns i Bräcke kommun.

## Bodsjö
| Namn                         | Lämningstyp  | Tillkomsttid | Historisk indelning | Plats | Läge                 | ID-nr          | Bild                                      |
| ---------------------------- | ------------ | ------------ | ------------------- | ----- | -------------------- | -------------- | ----------------------------------------- |
| Bodsjö 2:1                   | Stensättning |              | Bodsjö, Jämtland    |       | 62.800172, 14.960511 | 10252000020001 | Ladda upp en bild av detta fornminne      |
| Bodsjö 2:2                   | Stensättning |              | Bodsjö, Jämtland    |       | 62.800048, 14.960713 | 10252000020002 | Ladda upp en bild av detta fornminne      |
| Bodsjö 55:1                  | Stensättning |              | Bodsjö, Jämtland    |       | 62.873466, 14.963389 | 10252000550001 | Ladda upp en bild av detta fornminne      |
| Bodsjö 57:1                  | Stensättning |              | Bodsjö, Jämtland    |       | 62.879225, 14.968947 | 10252000570001 | Ladda upp en bild av detta fornminne      |
| Gammelbodarna (Bodsjö 72:1)  | Fäbod        |              | Bodsjö, Jämtland    |       | 62.853376, 14.853870 | 10252000720001 | Ladda upp en bild av detta fornminne      |
| Norrbodarna (Bodsjö 79:1)    | Fäbod        |              | Bodsjö, Jämtland    |       | 62.789255, 15.107613 | 10252000790001 | Ladda upp en bild av detta fornminne      |
| Bodsjö 80:1                  | Fäbod        |              | Bodsjö, Jämtland    |       | 62.747785, 14.958680 | 10252000800001 | Ladda upp en bild av detta fornminne      |
| Strångbodarna (Bodsjö 99:1)  | Fäbod        |              | Bodsjö, Jämtland    |       | 62.607302, 15.074191 | 10252000990001 | Ladda upp en bild av detta fornminne      |
| Kuråsvallen (Bodsjö 104:1)   | Fäbod        |              | Bodsjö, Jämtland    |       | 62.736034, 14.910409 | 10252001040001 | Ladda upp en bild av detta fornminne      |
| Västerbodarna (Bodsjö 105:1) | Fäbod        |              | Bodsjö, Jämtland    |       | 62.829331, 14.840343 | 10252001050001 | Ladda upp en bild av detta fornminne      |
| Nybovallen (Bodsjö 142:1)    | Fäbod        |              | Bodsjö, Jämtland    |       | 62.766159, 14.837086 | 10252001420001 | Ladda upp en bild av detta fornminne      |
| Köråsbodarna (Bodsjö 166:1)  | Fäbod        |              | Bodsjö, Jämtland    |       | 62.611472, 15.038111 | 10252001660001 | Ladda upp en bild av detta fornminne      |
| Bodsjö 175:1                 | Hällmålning  |              | Bodsjö, Jämtland    |       | 62.893062, 14.964476 | 10252001750001 | Ladda upp en bild av detta fornminne      |
| Bodsjö 175:2                 | Hällmålning  |              | Bodsjö, Jämtland    |       | 62.893238, 14.964074 | 10252001750002 | Ladda upp en bild av detta fornminne      |
| Bodsjö 176:1                 | Hällmålning  |              | Bodsjö, Jämtland    |       | 62.887782, 14.965126 | 10252001760001 | Ladda upp en till bild av detta fornminne |
| Bodsjö 177:1                 | Hällmålning  |              | Bodsjö, Jämtland    |       | 62.889107, 14.961225 | 10252001770001 | Ladda upp en bild av detta fornminne      |
| Bodsjö 178:1                 | Hällmålning  |              | Bodsjö, Jämtland    |       | 62.889336, 14.959935 | 10252001780001 | Ladda upp en bild av detta fornminne      |
| Osbersvallen (Bodsjö 201:1)  | Fäbod        |              | Bodsjö, Jämtland    |       | 62.648657, 14.967275 | 10252002010001 | Ladda upp en bild av detta fornminne      |

## Bräcke
| Namn                           | Lämningstyp  | Tillkomsttid | Historisk indelning | Plats | Läge                 | ID-nr          | Bild                                      |
| ------------------------------ | ------------ | ------------ | ------------------- | ----- | -------------------- | -------------- | ----------------------------------------- |
| Bräcke 5:1                     | Kyrka/kapell |              | Bräcke, Jämtland    |       | 62.747619, 15.423488 | 10252400050001 | Ladda upp en till bild av detta fornminne |
| Gammelbodarna (Bräcke 67:1)    | Fäbod        |              | Bräcke, Jämtland    |       | 62.658257, 15.430528 | 10252400670001 | Ladda upp en bild av detta fornminne      |
| Bräcke 152:1                   | Fäbod        |              | Bräcke, Jämtland    |       | 62.686392, 15.653298 | 10252401520001 | Ladda upp en bild av detta fornminne      |
| Rönnbergsvallen (Bräcke 181:1) | Fäbod        |              | Bräcke, Jämtland    |       | 62.735659, 15.555565 | 10252401810001 | Ladda upp en bild av detta fornminne      |

## Hällesjö
| Namn                             | Lämningstyp | Tillkomsttid | Historisk indelning | Plats | Läge                 | ID-nr          | Bild                                      |
| -------------------------------- | ----------- | ------------ | ------------------- | ----- | -------------------- | -------------- | ----------------------------------------- |
| Hällesjö 9:1                     | Gravfält    |              | Hällesjö, Jämtland  |       | 62.720395, 16.324412 | 10253800090001 | Ladda upp en bild av detta fornminne      |
| Hällesjö 17:1                    | Röse        |              | Hällesjö, Jämtland  |       | 62.855987, 15.869554 | 10253800170001 | Ladda upp en bild av detta fornminne      |
| Öratjärnbodarna (Hällesjö 83:1)  | Fäbod       |              | Hällesjö, Jämtland  |       | 62.831891, 16.128077 | 10253800830001 | Ladda upp en till bild av detta fornminne |
| Suckarnas boning (Hällesjö 92:1) | Fäbod       |              | Hällesjö, Jämtland  |       | 62.876471, 16.334043 | 10253800920001 | Ladda upp en bild av detta fornminne      |
| Gastsjöbodarna (Hällesjö 129:1)  | Fäbod       |              | Hällesjö, Jämtland  |       | 63.005573, 15.791182 | 10253801290001 | Ladda upp en bild av detta fornminne      |
| Gammelbodarna (Hällesjö 226:1)   | Fäbod       |              | Hällesjö, Jämtland  |       | 62.903284, 15.963410 | 10253802260001 | Ladda upp en bild av detta fornminne      |

## Håsjö
| Namn                            | Lämningstyp | Tillkomsttid | Historisk indelning | Plats | Läge                 | ID-nr          | Bild                                 |
| ------------------------------- | ----------- | ------------ | ------------------- | ----- | -------------------- | -------------- | ------------------------------------ |
| Bergebodarna (Håsjö 21:1)       | Fäbod       |              | Håsjö, Jämtland     |       | 62.963531, 16.273022 | 10253600210001 | Ladda upp en bild av detta fornminne |
| Håsjöbodarna (Håsjö 22:1)       | Fäbod       |              | Håsjö, Jämtland     |       | 62.944639, 16.352119 | 10253600220001 | Ladda upp en bild av detta fornminne |
| Bybodarna (Håsjö 25:1)          | Fäbod       |              | Håsjö, Jämtland     |       | 62.959938, 16.396359 | 10253600250001 | Ladda upp en bild av detta fornminne |
| Övsjöbodarna (Håsjö 33:1)       | Fäbod       |              | Håsjö, Jämtland     |       | 63.013400, 15.929104 | 10253600330001 | Ladda upp en bild av detta fornminne |
| Nybodarna (Håsjö 34:1)          | Fäbod       |              | Håsjö, Jämtland     |       | 62.998268, 15.903875 | 10253600340001 | Ladda upp en bild av detta fornminne |
| Torgebodarna (Håsjö 44:1)       | Fäbod       |              | Håsjö, Jämtland     |       | 63.002252, 16.244225 | 10253600440001 | Ladda upp en bild av detta fornminne |
| Gamla Övsjöbodarna (Håsjö 56:1) | Fäbod       |              | Håsjö, Jämtland     |       | 63.024256, 15.952790 | 10253600560001 | Ladda upp en bild av detta fornminne |
| Klyppbodarna (Håsjö 58:1)       | Fäbod       |              | Håsjö, Jämtland     |       | 63.026108, 16.018270 | 10253600580001 | Ladda upp en bild av detta fornminne |
| Hungsjöbodarna (Håsjö 75:1)     | Fäbod       |              | Håsjö, Jämtland     |       | 63.008355, 16.151250 | 10253600750001 | Ladda upp en bild av detta fornminne |

## Lockne
| Namn                          | Lämningstyp | Tillkomsttid | Historisk indelning | Plats | Läge                 | ID-nr          | Bild                                 |
| ----------------------------- | ----------- | ------------ | ------------------- | ----- | -------------------- | -------------- | ------------------------------------ |
| Rossbolbodarna (Lockne 236:1) | Fäbod       |              | Lockne, Jämtland    |       | 62.619583, 15.184242 | 10254702360001 | Ladda upp en bild av detta fornminne |

## Nyhem
| Namn                              | Lämningstyp  | Tillkomsttid | Historisk indelning | Plats | Läge                 | ID-nr          | Bild                                 |
| --------------------------------- | ------------ | ------------ | ------------------- | ----- | -------------------- | -------------- | ------------------------------------ |
| Nyhem 10:1                        | Gravfält     |              | Nyhem, Jämtland     |       | 62.860528, 15.630939 | 10255400100001 | Ladda upp en bild av detta fornminne |
| Nyhem 12:1                        | Gravfält     |              | Nyhem, Jämtland     |       | 62.855253, 15.606445 | 10255400120001 | Ladda upp en bild av detta fornminne |
| Störbodarna (Nyhem 24:1)          | Fäbod        |              | Nyhem, Jämtland     |       | 62.949344, 15.671159 | 10255400240001 | Ladda upp en bild av detta fornminne |
| Nyhem 27:1                        | Stensättning |              | Nyhem, Jämtland     |       | 62.932660, 15.531439 | 10255400270001 | Ladda upp en bild av detta fornminne |
| Högbergsfäbodar (Nyhem 81:1)      | Fäbod        |              | Nyhem, Jämtland     |       | 62.903447, 15.528981 | 10255400810001 | Ladda upp en bild av detta fornminne |
| Överbybodarna (Nyhem 126:1)       | Fäbod        |              | Nyhem, Jämtland     |       | 63.011901, 15.635212 | 10255401260001 | Ladda upp en bild av detta fornminne |
| Hollborgens fäbodar (Nyhem 132:1) | Fäbod        |              | Nyhem, Jämtland     |       | 62.924332, 15.820728 | 10255401320001 | Ladda upp en bild av detta fornminne |

## Revsund
| Namn                            | Lämningstyp    | Tillkomsttid | Historisk indelning | Plats | Läge                 | ID-nr          | Bild                                 |
| ------------------------------- | -------------- | ------------ | ------------------- | ----- | -------------------- | -------------- | ------------------------------------ |
| Blindgubbsudden (Revsund 10:1)  | Stensättning   |              | Revsund, Jämtland   |       | 62.855648, 15.118040 | 10256000100001 | Ladda upp en bild av detta fornminne |
| Blindgubbsudden (Revsund 10:2)  | Stensättning   |              | Revsund, Jämtland   |       | 62.855620, 15.117864 | 10256000100002 | Ladda upp en bild av detta fornminne |
| Skepparhällan (Revsund 15:1)    | Stensättning   |              | Revsund, Jämtland   |       | 62.895511, 15.205638 | 10256000150001 | Ladda upp en bild av detta fornminne |
| Revsund 66:1                    | Fästning/skans |              | Revsund, Jämtland   |       | 62.898730, 15.123017 | 10256000660001 | Ladda upp en bild av detta fornminne |
| Gamla buvallen (Revsund 98:1)   | Fäbod          |              | Revsund, Jämtland   |       | 62.896589, 15.036939 | 10256000980001 | Ladda upp en bild av detta fornminne |
| Högmansbodarna (Revsund 207:1)  | Fäbod          |              | Revsund, Jämtland   |       | 62.784381, 15.211802 | 10256002070001 | Ladda upp en bild av detta fornminne |
| Revsund 208:1                   | Fäbod          |              | Revsund, Jämtland   |       | 62.767668, 15.242108 | 10256002080001 | Ladda upp en bild av detta fornminne |
| Revsund 214:1                   | Fäbod          |              | Revsund, Jämtland   |       | 62.908158, 15.300512 | 10256002140001 | Ladda upp en bild av detta fornminne |
| Axel Olsbodarna (Revsund 219:1) | Fäbod          |              | Revsund, Jämtland   |       | 62.892058, 15.313353 | 10256002190001 | Ladda upp en bild av detta fornminne |
| Revsund 222:1                   | Fäbod          |              | Revsund, Jämtland   |       | 62.895677, 15.292558 | 10256002220001 | Ladda upp en bild av detta fornminne |
| Bodsjöbodarna (Revsund 225:1)   | Fäbod          |              | Revsund, Jämtland   |       | 62.842335, 15.425133 | 10256002250001 | Ladda upp en bild av detta fornminne |
| Långmyrbodarna (Revsund 227:1)  | Fäbod          |              | Revsund, Jämtland   |       | 62.843169, 15.381309 | 10256002270001 | Ladda upp en bild av detta fornminne |
| Revsund 306:1                   | Fäbod          |              | Revsund, Jämtland   |       | 62.902382, 15.468065 | 10256003060001 | Ladda upp en bild av detta fornminne |

## Sundsjö
| Namn                               | Lämningstyp      | Tillkomsttid | Historisk indelning | Plats | Läge                 | ID-nr          | Bild                                 |
| ---------------------------------- | ---------------- | ------------ | ------------------- | ----- | -------------------- | -------------- | ------------------------------------ |
| Sundsjö 8:1                        | Kyrka/kapell     |              | Sundsjö, Jämtland   |       | 62.972617, 15.157044 | 10256700080001 | Ladda upp en bild av detta fornminne |
| Sundsjö 8:2                        | Begravningsplats |              | Sundsjö, Jämtland   |       | 62.972571, 15.157011 | 10256700080002 | Ladda upp en bild av detta fornminne |
| Sundsjö 86:1                       | Hög              |              | Sundsjö, Jämtland   |       | 62.976607, 15.134495 | 10256700860001 | Ladda upp en bild av detta fornminne |
| Binnkälens fäbodar (Sundsjö 108:1) | Fäbod            |              | Sundsjö, Jämtland   |       | 62.928324, 15.357648 | 10256701080001 | Ladda upp en bild av detta fornminne |
| Klumpvallen (Sundsjö 133:1)        | Fäbod            |              | Sundsjö, Jämtland   |       | 63.002411, 15.368895 | 10256701330001 | Ladda upp en bild av detta fornminne |
| Storbergsbodvallen (Sundsjö 160:1) | Fäbod            |              | Sundsjö, Jämtland   |       | 62.956341, 15.263158 | 10256701600001 | Ladda upp en bild av detta fornminne |
| Nybodarna (Sundsjö 200:1)          | Fäbod            |              | Sundsjö, Jämtland   |       | 63.003236, 15.476466 | 10256702000001 | Ladda upp en bild av detta fornminne |